# Осипенко Ярослав Олексійович
Яросла́в Олексі́йович Осипе́нко (4 жовтня 1928, село Назавизів, Станіславське воєводство, Польща, тепер Надвірнянського району Івано-Франківської області) — український радянський діяч, передовик виробництва в нафтопереробній промисловості. Герой Соціалістичної Праці (28.05.1966). Член ЦК КПУ в 1966—1981 роках.

## Біографія
Народився в селянській родині. З 1945 року працював робітником, машиністом кубової батареї, кочегаром, ремонтником насосів Надвірнянського нафтопереробного заводу Станіславської області.
З 1951 року — старший оператор Надвірнянського нафтопереробного заводу імені 50-річчя Великої Жовтневої соціалістичної революції Станіславської (Івано-Франківської) області.
Член КПРС з 1962 року.
Потім — на пенсії в місті Надвірній Івано-Франківської області.

## Нагороди
- Герой Соціалістичної Праці (28.05.1966)
- орден Леніна (28.05.1966)
- орден Трудового Червоного Прапора
- орден Жовтневої Революції
- медалі